# Andrea Cesarini
Andrea Cesarini (Roma, 22 luglio 1987) è un pallavolista italiano.
Gioca nel ruolo di libero nel Team Volley.

## Carriera
La carriera di Andrea Cesarini inizia nel 2005 nella Pallavolo Velletri, in Serie C; la stagione successiva passa alla Zinella Volley Bologna, dove disputa il campionato di Serie B1.
Nella stagione 2007-08 fa il suo esordio nella pallavolo professionistica ingaggiato dalla Pallavolo Loreto, in Serie A2, club con il quale rimane legato per due stagioni, ottenendo la promozione in Serie A1 al termine del campionato 2008-09; tuttavia nella stagione successiva resta in serie cadetta, vestendo la maglia della M. Roma Volley, con la quale vince sia la Coppa Italia di categoria che il campionato: nella stagione 2010-11, con la squadra capitolina, esordisce nella massima divisione italiana.
Nella stagione 2011-12 passa alla Sir Safety Perugia, in Serie A2, mentre nella stagione successiva ritorna in Serie A1, ingaggiato dall'Altotevere Volley di San Giustino.
Nell'annata 2013-14 veste la maglia della Pallavolo Molfetta, neopromossa in Serie A1, ed in quella successiva è alla Callipo Sport in Serie A2, con cui vince la Coppa Italia di categoria. Rimane nella stessa categoria anche per la stagione 2015-16 quando viene tesserato per il Junior Volley Civita Castellana e in quella 2016-17 con l'Emma Villas Volley di Siena, aggiudicandosi la Coppa Italia di Serie A2 2016-17.
Ritorna in Serie A1 nella stagione 2017-18 grazie all'ingaggio da parte della Sir Safety Perugia, con cui vince la Supercoppa italiana, la Coppa Italia e lo scudetto. Per il campionato 2018-19 si accasa al Team Volley di Portomaggiore, in Serie B.

## Palmarès

### Club
- Campionato italiano: 1

2017-18
- Coppa Italia: 1

2017-18
- Supercoppa italiana: 1

2017
- Coppa Italia di Serie A2: 3

2009-10, 2014-15, 2016-17